# Divizia A1 w piłce siatkowej mężczyzn (2009/2010)
Divizia A1 siatkarzy 2009/2010 - 61. sezon walki o mistrzostwo Rumunii. Rozpoczął się 10 października 2009 roku i trwać będzie do wiosny 2010 roku.
W fazie zasadniczej 12 zespołów rozegra mecze system każdy z każdym, mecz i rewanż. 
W sezonie 2009/2010 w Pucharze CEV Rumunię reprezentować będą Tomis Konstanca i Dinamo Bukareszt, a w Pucharze Challenge - CS Știința Explorari Baia Mare i Remat Zalau.

## Drużyny uczestniczące
| Drużyna                     | Miejsce w sezonie 2008/2009 | Miasto       | Uwagi            |
| --------------------------- | --------------------------- | ------------ | ---------------- |
| CVM Tomis Konstanca         | złoto · złoto               | Konstanca    | Puchar CEV       |
| Dinamo Bukareszt            | srebro                      | Bukareszt    | Puchar CEV       |
| VCM LPS Piatra Neamț        | brąz                        | Piatra Neamț |                  |
| Remat Zalău                 | 4                           | Zalău        | Puchar Challenge |
| Știința Explorari Baia Mare | 5                           | Baia Mare    | Puchar Challenge |
| "U" Kluż                    | 6                           | Kluż-Napoka  |                  |
| Unirea Dej                  | 7                           | Dej          |                  |
| Dacia Buzău                 | 8                           | Buzău        |                  |
| Steaua Bukareszt            | 9                           | Bukareszt    |                  |
| Torpi Târgu Mureș           | 10                          | Târgu Mureș  |                  |
| SCMU Craiova                |                             | Krajowa      | beniaminek       |
| CVM Braszów                 |                             | Braszów      | beniaminek       |

## Faza zasadnicza

### Tabela wyników
|                             | Tomis Konstanca | Dinamo Bukareszt | Piatra Neamț | Remat Zalău | Baia Mare | "U" Kluż | Unirea Dej | Dacia Buzău | Steaua Bukareszt | Târgu Mureș | SCMU Craiova | CVM Braszów |
| --------------------------- | --------------- | ---------------- | ------------ | ----------- | --------- | -------- | ---------- | ----------- | ---------------- | ----------- | ------------ | ----------- |
| CVM Tomis Konstanca         | –               | 3:0              | 3:1          | 3:1         | 3:0       | 3:1      | 1:3        | 3:0         | 3:0              | 3:0         | 3:0          | 3:0         |
| Dinamo Bukareszt            | 3:0             | –                | 3:0          | 3:2         | 3:0       | 3:0      | 3:1        | 3:0         | 3:0              | 3:1         | 2:3          | 3:0         |
| VCM LPS Piatra Neamț        | 0:3             | 3:1              | –            | 0:3         | 3:2       | 3:2      | 2:3        | 3:1         | 3:0              | 1:3         | 3:0          | 3:0         |
| Remat Zalău                 | 3:0             | 1:3              | 3:0          | –           | 3:1       | 3:0      | 3:0        | 3:0         | 3:0              | 3:0         | 3:0          | 3:0         |
| Știința Explorari Baia Mare | 3:0             | 3:0              | 3:1          | 3:0         | –         | 3:1      | 0:3        | 3:1         | 3:0              | 3:0         | 3:0          | 3:0         |
| "U" Kluż                    | 0:3             | 0:3              | 3:1          | 2:3         | 1:3       | –        | 0:3        | 3:0         | 3:2              | 2:3         | 3:0          | 3:0         |
| Unirea Dej                  | 0:3             | 3:0              | 2:3          | 0:3         | 3:2       | 2:3      | –          | 3:0         | 3:1              | 3:0         | 3:0          | 3:0         |
| Dacia Buzău                 | 0:3             | 0:3              | 1:3          | 0:3         | 0:3       | 0:3      | 0:3        | –           | 0:3              | 0:3         | 0:3          | 3:1         |
| Steaua Bukareszt            | 2:3             | 1:3              | 2:3          | 3:0         | 1:3       | 0:3      | 0:3        | 3:0         | –                | 0:3         | 3:1          | 3:0         |
| Torpi Târgu Mureș           | 1:3             | 1:3              | 1:3          | 3:2         | 3:1       | 3:0      | 0:3        | 3:0         | 3:1              | –           | 3:0          | 3:0         |
| SCMU Craiova                | 1:3             | 3:2              | 3:0          | 0:3         | 1:3       | 2:3      | 0:3        | 3:0         | 2:3              | 3:1         | –            | 3:0         |
| CVM Braszów                 | 0:3             | 0:3              | 0:3          | 0:3         | 0:3       | 1:3      | 0:3        | 0:3         | 2:3              | 0:3         | 0:3          | –           |

| Drużyna gospodarzy wymieniona jest po lewej stronie tabeli. zwycięstwo gospodarzy zwycięstwo gości |

### Tabela fazy zasadniczej
| Poz.                                                | Klub                        | Punkty | Mecze         | Mecze   | Mecze     | Rodzaj wyniku | Rodzaj wyniku | Rodzaj wyniku | Rodzaj wyniku | Rodzaj wyniku | Rodzaj wyniku | Sety         | Sety    | Sety      | Sety  | Małe punkty | Małe punkty | Małe punkty |
| Poz.                                                | Klub                        | Punkty | liczba meczów | wygrane | przegrane | 3:0           | 3:1           | 3:2           | 2:3           | 1:3           | 0:3           | liczba setów | wygrane | przegrane | ratio | zdobyte     | stracone    | ratio       |
| --------------------------------------------------- | --------------------------- | ------ | ------------- | ------- | --------- | ------------- | ------------- | ------------- | ------------- | ------------- | ------------- | ------------ | ------- | --------- | ----- | ----------- | ----------- | ----------- |
| 1                                                   | CVM Tomis Konstanca         | 40     | 22            | 18      | 4         | 12            | 5             | 1             | 0             | 1             | 3             | 74           | 55      | 19        | 2,89  | 1790        | 1490        | 1,20        |
| 2                                                   | Remat Zalău                 | 38     | 22            | 16      | 6         | 14            | 1             | 1             | 2             | 2             | 2             | 75           | 54      | 21        | 2,57  | 1754        | 1503        | 1,16        |
| 3                                                   | Unirea Dej                  | 38     | 22            | 16      | 6         | 12            | 2             | 2             | 2             | 1             | 3             | 77           | 53      | 24        | 2,08  | 1797        | 1567        | 1,14        |
| 4                                                   | Dinamo Bukareszt            | 38     | 22            | 16      | 6         | 10            | 5             | 1             | 2             | 1             | 3             | 78           | 53      | 25        | 2,12  | 1836        | 1601        | 1,14        |
| 5                                                   | Știința Explorari Baia Mare | 37     | 22            | 15      | 7         | 9             | 8             | 0             | 2             | 2             | 3             | 78           | 51      | 27        | 1,88  | 1810        | 1625        | 1,11        |
| 6                                                   | Torpi Târgu Mureș           | 34     | 22            | 12      | 10        | 7             | 3             | 2             | 0             | 5             | 5             | 78           | 41      | 37        | 1,10  | 1692        | 1698        | 0,99        |
| 7                                                   | VCM LPS Piatra Neamț        | 34     | 22            | 12      | 10        | 4             | 4             | 4             | 1             | 4             | 5             | 84           | 42      | 42        | 1,00  | 1853        | 1830        | 1,01        |
| 8                                                   | "U" Kluż                    | 32     | 22            | 10      | 12        | 5             | 2             | 3             | 3             | 3             | 6             | 83           | 39      | 44        | 0,88  | 1823        | 1823        | 1,00        |
| 9                                                   | SCMU Craiova                | 30     | 22            | 8       | 14        | 5             | 1             | 2             | 2             | 3             | 9             | 78           | 31      | 47        | 0,65  | 1572        | 1643        | 0,95        |
| 10                                                  | Steaua Bukareszt            | 29     | 22            | 7       | 15        | 4             | 1             | 2             | 3             | 4             | 8             | 81           | 31      | 50        | 0,62  | 1640        | 1678        | 0,97        |
| 11                                                  | Dacia Buzău                 | 24     | 22            | 2       | 20        | 1             | 1             | 0             | 0             | 3             | 17            | 70           | 9       | 61        | 0,14  | 1317        | 1690        | 0,77        |
| 12                                                  | CVM Braszów1                | 18     | 22            | 0       | 22        | 0             | 0             | 0             | 1             | 2             | 19            | 70           | 4       | 66        | 0,06  | 1010        | 1746        | 0,57        |
| Punktacja: zwycięstwo - 2 punkty, porażka - 1 punkt |                             |        |               |         |           |               |               |               |               |               |               |              |         |           |       |             |             |             |

1 Mecze pomiędzy CVM Braszów a klubami Remat Zalău i Unirea Dej oddane zostały walkowerem, przez co klubowi CVM Braszów odjęto 4 punkty.

## Mecze o miejsca 1-4

### Turniej I
| 26.03.2010 | Dinamo Bukareszt | 3:1 (14:25, 25:13, 25:15, 25:21) | Unirea Dej |

| 26.03.2010 | Remat Zalău | 3:0 (25:16, 27:25, 25:22) | CVM Tomis Konstanca |

| 27.03.2010 | Dinamo Bukareszt | 2:3 (25:21, 22:25, 25:14, 21:25, 7:15) | Remat Zalău |

| 27.03.2010 | Unirea Dej | 1:3 (29:27, 21:25, 22:25, 18:25) | CVM Tomis Konstanca |

| 28.03.2010 | CVM Tomis Konstanca | 1:3 (22:25, 20:25, 25:18, 21:25) | Dinamo Bukareszt |

| 28.03.2010 | Remat Zalău | 3:0 (25:22, 25:23, 25:19) | Unirea Dej |

### Turniej II
| 09.04.2010 | Remat Zalău | 3:1 (25:21, 25:22, 19:25, 25:16) | Unirea Dej |

| 09.04.2010 | Dinamo Bukareszt | 3:2 (28:26, 17:25, 27:25, 24:26, 15:13) | CVM Tomis Konstanca |

| 10.04.2010 | Unirea Dej | 0:3 (16:25, 20:25, 15:25) | CVM Tomis Konstanca |

| 10.04.2010 | Remat Zalău | 3:1 (25:19, 22:25, 25:18, 25:23) | Dinamo Bukareszt |

| 11.04.2010 | Dinamo Bukareszt | 3:1 (25:18, 15:25, 25:23, 27:25) | Unirea Dej |

| 11.04.2010 | CVM Tomis Konstanca | 1:3 (27:29, 23:25, 25:20, 19:25) | Remat Zalău |

### Turniej III
| 16.04.2010 | Dinamo Bukareszt | 1:3 (27:25, 20:25, 25:27, 14:25) | CVM Tomis Konstanca |

| 16.04.2010 | Remat Zalău | 3:0 (25:15, 25:19, 25:20) | Unirea Dej |

| 17.04.2010 | Unirea Dej | 1:3 (25:21, 21:25, 16:25, 23:25) | CVM Tomis Konstanca |

| 17.04.2010 | Remat Zalău | 3:2 (19:25, 25:15, 20:25, 25:22, 15:12) | Dinamo Bukareszt |

| 18.04.2010 | Dinamo Bukareszt | 3:2 (25:20, 25:21, 16:25, 21:25, 15:13) | Unirea Dej |

| 18.04.2010 | CVM Tomis Konstanca | 0:3 (25:27, 22:25, 19:25) | Remat Zalău |

### Turniej IV
| 23.04.2010 | Remat Zalău | 0:3 (21:25, 18:25, 22:25) | Unirea Dej |

| 23.04.2010 | Dinamo Bukareszt | 0:3 (19:25, 22:25, 21:25) | CVM Tomis Konstanca |

| 24.04.2010 | Unirea Dej | 1:3 (20:25, 25:21, 13:25, 19:25) | CVM Tomis Konstanca |

| 24.04.2010 | Remat Zalău | 3:0 (30:28, 25:19, 25:21) | Dinamo Bukareszt |

| 25.04.2010 | Dinamo Bukareszt | 0:3 (25:27, 25:27, 18:25) | Unirea Dej |

| 25.04.2010 | CVM Tomis Konstanca | 3:2 (16:25, 22:25, 25:21, 25:13, 15:9) | Remat Zalău |

### Tabela
| Poz.                                                | Klub                | Punkty | Mecze         | Mecze   | Mecze     | Rodzaj wyniku | Rodzaj wyniku | Rodzaj wyniku | Rodzaj wyniku | Rodzaj wyniku | Rodzaj wyniku | Sety         | Sety    | Sety      | Sety  | Małe punkty | Małe punkty | Małe punkty |
| Poz.                                                | Klub                | Punkty | liczba meczów | wygrane | przegrane | 3:0           | 3:1           | 3:2           | 2:3           | 1:3           | 0:3           | liczba setów | wygrane | przegrane | ratio | zdobyte     | stracone    | ratio       |
| --------------------------------------------------- | ------------------- | ------ | ------------- | ------- | --------- | ------------- | ------------- | ------------- | ------------- | ------------- | ------------- | ------------ | ------- | --------- | ----- | ----------- | ----------- | ----------- |
| 1                                                   | Remat Zalău         | 31     | 18            | 13      | 5         | 8             | 3             | 2             | 2             | 2             | 1             | 67           | 45      | 22        | 2,04  | 1543        | 1444        | 1,06        |
| 2                                                   | CVM Tomis Konstanca | 28     | 18            | 10      | 8         | 4             | 5             | 1             | 1             | 3             | 4             | 66           | 35      | 31        | 1,12  | 1556        | 1473        | 1,05        |
| 3                                                   | Dinamo Bukareszt    | 27     | 18            | 9       | 9         | 1             | 5             | 3             | 2             | 2             | 5             | 71           | 33      | 38        | 0,86  | 1571        | 1622        | 0,96        |
| 4                                                   | Unirea Dej          | 21     | 18            | 3       | 15        | 3             | 1             | 0             | 1             | 7             | 6             | 64           | 21      | 43        | 0,48  | 1360        | 1491        | 0,91        |
| Punktacja: zwycięstwo - 2 punkty, porażka - 1 punkt |                     |        |               |         |           |               |               |               |               |               |               |              |         |           |       |             |             |             |

## Mecze o miejsca 5-8

### Turniej I
| 26.03.2010 | Torpi Târgu Mureș | 0:3 (18:25, 18:25, 19:25) | VCM LPS Piatra Neamț |

| 26.03.2010 | Știința Explorari Baia Mare | 3:2 (25:23, 25:27, 25:15, 23:25, 15:10) | "U" Kluż |

| 27.03.2010 | Știința Explorari Baia Mare | 3:1 (27:25, 23:25, 25:23, 25:21) | Torpi Târgu Mureș |

| 27.03.2010 | "U" Kluż | 0:3 (24:26, 21:25, 21:25) | VCM LPS Piatra Neamț |

| 28.03.2010 | VCM LPS Piatra Neamț | 0:3 (16:25, 11:25, 19:25) | Știința Explorari Baia Mare |

| 28.03.2010 | Torpi Târgu Mureș | 1:3 (20:25, 19:25, 25:23, 21:25) | "U" Kluż |

### Turniej II
| 09.04.2010 | VCM LPS Piatra Neamț | 3:0 (25:18, 25:18, 25:20) | Torpi Târgu Mureș |

| 09.04.2010 | Știința Explorari Baia Mare | 1:3 (23:25, 23:25, 25:18, 22:25) | "U" Kluż |

| 10.04.2010 | "U" Kluż | 2:3 (21:25, 26:24, 16:25, 31:29, 12:15) | Torpi Târgu Mureș |

| 10.04.2010 | Știința Explorari Baia Mare | 3:1 (25:18, 25:18, 25:27, 25:23) | VCM LPS Piatra Neamț |

| 11.04.2010 | VCM LPS Piatra Neamț | 3:2 (20:25, 25:19, 25:16, 18:25, 15:12) | "U" Kluż |

| 11.04.2010 | Torpi Târgu Mureș | 1:3 (25:18, 16:25, 15:25, 21:25) | Știința Explorari Baia Mare |

### Tabela
| Poz.                                                | Klub                        | Punkty | Mecze         | Mecze   | Mecze     | Rodzaj wyniku | Rodzaj wyniku | Rodzaj wyniku | Rodzaj wyniku | Rodzaj wyniku | Rodzaj wyniku | Sety         | Sety    | Sety      | Sety  | Małe punkty | Małe punkty | Małe punkty |
| Poz.                                                | Klub                        | Punkty | liczba meczów | wygrane | przegrane | 3:0           | 3:1           | 3:2           | 2:3           | 1:3           | 0:3           | liczba setów | wygrane | przegrane | ratio | zdobyte     | stracone    | ratio       |
| --------------------------------------------------- | --------------------------- | ------ | ------------- | ------- | --------- | ------------- | ------------- | ------------- | ------------- | ------------- | ------------- | ------------ | ------- | --------- | ----- | ----------- | ----------- | ----------- |
| 1                                                   | Știința Explorari Baia Mare | 21     | 12            | 9       | 3         | 2             | 6             | 1             | 1             | 2             | 0             | 48           | 31      | 17        | 1,82  | 1115        | 987         | 1,12        |
| 2                                                   | VCM LPS Piatra Neamț        | 19     | 12            | 7       | 5         | 3             | 0             | 3             | 0             | 4             | 1             | 47           | 25      | 22        | 1,13  | 1029        | 1019        | 1,00        |
| 3                                                   | Torpi Târgu Mureș           | 17     | 12            | 5       | 7         | 1             | 2             | 2             | 0             | 4             | 3             | 46           | 19      | 27        | 0,70  | 996         | 1058        | 0,94        |
| 4                                                   | "U" Kluż                    | 15     | 12            | 3       | 9         | 0             | 3             | 0             | 5             | 2             | 2             | 51           | 21      | 30        | 0,70  | 1084        | 1163        | 0,93        |
| Punktacja: zwycięstwo - 2 punkty, porażka - 1 punkt |                             |        |               |         |           |               |               |               |               |               |               |              |         |           |       |             |             |             |

## Mecze o miejsca 9-12

### Turniej I
| 26.03.2010 | Steaua Bukareszt | 3:0 (25:22, 25:14, 25:14) | Dacia Buzău |

| 27.03.2010 | SCMU Craiova | 3:1 (26:24, 20:25, 25:19, 25:23) | Dacia Buzău |

| 28.03.2010 | SCMU Craiova | 2:3 (25:23, 27:25, 18:25, 22:25, 11:15) | Steaua Bukareszt |

### Turniej II
| 09.04.2010 | SCMU Craiova | 3:0 (25:16, 25:19, 25:20) | Steaua Bukareszt |

| 10.04.2010 | Steaua Bukareszt | 3:0 (25:10, 25:14, 25:19) | Dacia Buzău |

| 11.04.2010 | SCMU Craiova | 3:0 (25:22, 25:19, 25:15) | Dacia Buzău |

### Turniej III
| 16.04.2010 | SCMU Craiova | 3:0 (25:17, 25:20, 25:22) | Dacia Buzău |

| 17.04.2010 | Steaua Bukareszt | 1:3 (19:25, 25:23, 17:25, 22:25) | SCMU Craiova |

| 18.04.2010 | Dacia Buzău | 1:3 (25:23, 11:25, 17:25, 20:25) | Steaua Bukareszt |

### Tabela
| Poz.                                                | Klub             | Punkty | Mecze         | Mecze   | Mecze     | Rodzaj wyniku | Rodzaj wyniku | Rodzaj wyniku | Rodzaj wyniku | Rodzaj wyniku | Rodzaj wyniku | Sety         | Sety    | Sety      | Sety  | Małe punkty | Małe punkty | Małe punkty |
| Poz.                                                | Klub             | Punkty | liczba meczów | wygrane | przegrane | 3:0           | 3:1           | 3:2           | 2:3           | 1:3           | 0:3           | liczba setów | wygrane | przegrane | ratio | zdobyte     | stracone    | ratio       |
| --------------------------------------------------- | ---------------- | ------ | ------------- | ------- | --------- | ------------- | ------------- | ------------- | ------------- | ------------- | ------------- | ------------ | ------- | --------- | ----- | ----------- | ----------- | ----------- |
| 1                                                   | Steaua Bukareszt | 22     | 12            | 10      | 2         | 5             | 2             | 3             | 0             | 1             | 3             | 45           | 31      | 14        | 2,21  | 974         | 844         | 1,15        |
| 2                                                   | SCMU Craiova     | 21     | 12            | 9       | 3         | 7             | 2             | 0             | 2             | 1             | 0             | 43           | 32      | 11        | 2,90  | 1016        | 887         | 1,14        |
| 3                                                   | Dacia Buzău      | 14     | 12            | 2       | 10        | 1             | 1             | 0             | 0             | 2             | 8             | 39           | 8       | 31        | 0,25  | 784         | 902         | 0,86        |
| 4                                                   | CVM Braszów1     | 6      | 6             | 0       | 6         | 0             | 0             | 0             | 1             | 1             | 4             | 21           | 3       | 18        | 0,16  | 313         | 517         | 0,60        |
| Punktacja: zwycięstwo - 2 punkty, porażka - 1 punkt |                  |        |               |         |           |               |               |               |               |               |               |              |         |           |       |             |             |             |

## Klasyfikacja końcowa
| Miejsce | Zespół                      | Uwagi                |
| ------- | --------------------------- | -------------------- |
| złoto   | Remat Zalău                 | Puchar CEV           |
| 2.      | CVM Tomis Konstanca         | Puchar CEV           |
| 3.      | Dinamo Bukareszt            | Puchar Challenge     |
| 4.      | Unirea Dej                  | Puchar Challenge     |
| 5.      | Stiinta Explorari Baia Mare |                      |
| 6.      | VCM LPS Piatra Neamț        |                      |
| 7.      | Torpi Târgu Mureș           |                      |
| 8.      | "U" Kluż                    |                      |
| 9.      | Steaua Bukareszt            |                      |
| 10.     | SCMU Craiova                |                      |
| 11.     | Dacia Buzău                 |                      |
| 12.     | CVM Braszów                 | spadek do Divizia A2 |